# 真宗大谷派台北別院
真宗大谷派台北別院（しんしゅうおおたにはたいぺいべついん）は、台湾台北市壽町（現、万華区）にかつて存在した真宗大谷派の別院である。「東本願寺」と通称された。

## 歴史
日本統治時代の明治30年（1897年）に説教場として建立され、台湾における真宗大谷派布教の中心となった。大正10年（1921年）に「真宗大谷派台北別院」と公称した。戦後、廃寺となり、取り壊された。現在、跡地にはデパートが建っている。